# Vítor Pomar

Vitor Pomar, Sem título, 1982, acrílico sobre tela, 220 x 158 cm. Coleção CAM, FCG.

Vítor Pomar (Lisboa, 1949 —) é um artista plástico e pintor português.

## Biografia / Obra
Artista plástico, filho do pintor Júlio Pomar, Vítor Pomar nasceu em 1949. Entre 1966 e 1969 frequentou a Escola Superior de Belas Artes do Porto (ESBAP) e de Lisboa (ESBAL).
Em 1970 realiza a sua primeira exposição individual (Galeria Quadrante, Lisboa). Nesse mesmo ano parte para a Holanda, onde reside até 1985; estuda na Academia Livre de Haia e na Academia de Arte de Roterdão, completando os estudos em 1973. Ensina serigrafia na Academia Livre de Haia (1973-1974). Visita o México em 1974 com uma bolsa do Ministério da Cultura da Holanda e trabalha durante cinco meses em Nova Iorque em 1982. 
"Foi durante este período que Vítor Pomar consolidou um processo criativo muito próprio, combinando experimentalismo e espiritualidade na sua abordagem exploratória da pintura, e sobretudo no modo como esta se entrecruza com outras técnicas artísticas a que recorre sistematicamente, como a fotografia, o vídeo, o filme, o desenho ou a escultura".
Na sua obra inicial aproxima-se do expressionismo abstrato, em pinturas a preto e branco caracterizadas por "pinceladas de ritmos livres e orgânicos", a que se segue uma outra fase "em que estas pesquisas pictóricas de teor  expressionista cedem lugar a composições mais estruturadas" (ver, por exemplo, Sem título, 1982, coleção CAM, FCG).
Pomar dedica-se também à fotografia; e realiza filmes experimentais em formato Super 8 e 16mm onde estabelece um "diálogo com a fotografia e a pintura, dentro duma estética concetual tributária de Stan Brakhage, Jonas Mekas ou Chris Marker. Os vídeos experimentais de Pomar, [...] eram como registos diarísticos da sua ocupação do estúdio, da cidade que o envolvia e da evolução dos seus trabalhos pictóricos, revelando a sua absoluta indistinção entre o viver e o fazer artístico".
Após o regresso a Portugal em 1985 interrompe a produção artística. Funda e dirige a Associação cultural Casa-Museu Álvaro de Campos em Tavira entre 1987 e 1989.  Retoma a prática artística no final da década, expandindo a sua atividade para novos meios de expressão. Realiza pinturas, fotografias, instalações, objetos. Expõe na Galeria EMI - Valentim de Carvalho e na Galeria Graça Fonseca. Em 1988 a sua obra fotográfica é alvo de uma exposição no Centro de Arte Moderna, Fundação Calouste Gulbenkian, Lisboa.
Em 2001 expõe na Galeria Trem, Faro, e na Galeria Pedro Cera, Lisboa, "reunindo, em ambas as mostras, composições firmadas no uso da cor, que traduzem um programa de pintura que toma a filosofia oriental (Budismo Zen) e a dimensão mística e espiritual da própria existência pessoal do artista como valores essenciais da criação artística".
Em 2003 é-lhe atribuído o Prémio EDP Arte 2002, ao que se seguiu uma exposição antológica da sua obra no Museu de Arte Contemporânea de Serralves, Porto.
Em 2007 a editora ASA (agora pertencente à Leya) publica a primeira grande retrospectiva em dois volumes sobre o trabalho do artista nas várias vertentes: pintura, desenho, fotografia, escultura e vídeo. A publicação inclui ainda três extensos ensaios com uma explicação teórica e filosófica sobre Vítor Pomar que combina experiência estética e reflexão sobre a condição humana, bem como uma antologia de textos da autoria do artista. No ano seguinte a Fundação de Serralves re-edita o livro Vitor Pomar - O Meu Campo de Batalha, relativo à exposição de 2003 no Museu de Arte Contemporânea de Serralves (textos de João Fernandes).
Em 2011 expõe uma vez mais no Centro de Arte Moderna (FCG, Lisboa), apresentando séries fotográficas e a quase totalidade da sua obra fílmica e videográfica. A sua exposição Atributos do Ar, teve lugar na galeria Bloco 103 em 2012. Nesse mesmo ano apresenta, no Museu da Electricidade / Fundação EDP, Lisboa, a exposição Uma Pátria Assim... Such a Homeland; essa exposição ficou registada também em livro com o título Uma Pátria Assim.
Vítor Pomar está representado em diversas coleções, públicas e privadas, podendo destacar-se as seguintes: Fundação Luso-Americana para o Desenvolvimento, Lisboa; Caixa Geral de Depósitos, Lisboa; Centro de Arte Moderna, Fundação Calouste Gulbenkian, Lisboa; Museu de Arte Contemporânea de Serralves, Porto; Ministério das Finanças, Lisboa.